# Kurzi
Kurzii (autodenumiți kurmangi) reprezintă o naționalitate, populația de bază a Kurdistanului, teritoriu ce intră în componența Irakului, Iranului, Siriei și Turciei. Ei vorbesc limba kurdă. Majoritatea populației kurde este de religie musulmană din ramura sunnită. Ei se ocupă mai mult cu agricultura și creșterea vitelor.
Populație de origine indo-europeană, în principal rurală (în proporție de 80%, dintre care cca 10%nomadă), este structurată în comunități tribale sătești sau familiale.

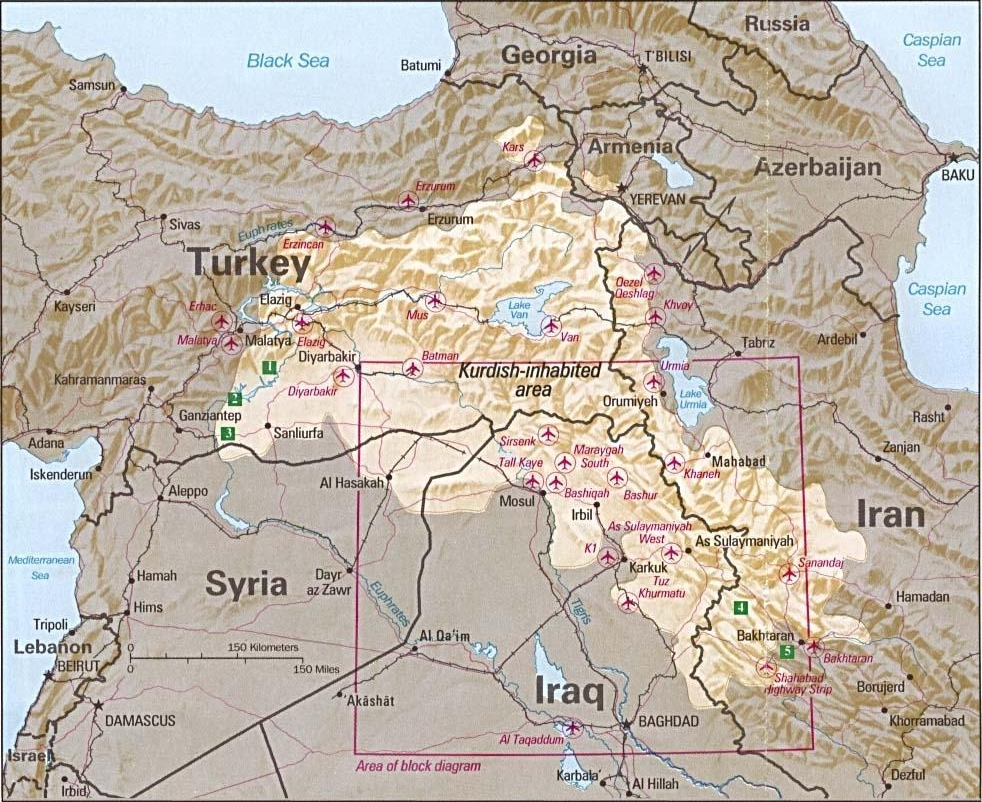
Zonele locuite de kurzi în Orientul Mijlociu (1992)

În prezent, kurzii numără de la 20 la 40 milioane de persoane, numărul variind de la sursă la sursă. În Turcia locuiesc aprox. 15 mil. kurzi, în Iran aproape 5 mil., în Irak — 4–6 mil., iar în Siria — aprox. 1–2 mil. Circa 2 milioane de kurzi sunt împrăștiați prin Europa și America, formând acolo organizații etnice destul de largi. În țările din fosta URSS se numără peste o jumătate de milion de kurzi, concentrați în Armenia, Azerbaijan, Georgia, Kazahstan și Rusia.
Cele mai vechi opere literare ale acestui popor datează din sec. al VII-lea. În perioada feudalismului s-au evidențiat poeții Ehmedê Batê (1417 1491), Ali Hariri (1425–1490), Malaye Jaziri (1570–1640), Faqi Tayran (1590–1660), Ahmad Khani (1651–1707, clasic al literaturii kurde). La sfârșitul sec. al XVIII-lea–sec. al XIX-lea, se dezvoltă poezia patriotică. Dintre scriitorii kurzi contemporani fac parte Șêrko Bêkes, Abdulla Goran (Iraq), Cigerxwîn, Osman Sabri (Siria), Hejar (Iran) etc. Unul dintre reprezentanții literaturii kurde în URSS au fost Erebê Șemo (latinizat Arab Shamilov; 1897–1978).